# Migina
Migina est un prénom féminin.

## Sens et origine du prénom
- Prénom féminin d'origine nord-amérindienne[1] de la tribu Omaha du peuple Sioux.
- Prénom qui signifie « lune descendante ».

## Prénom de personnes célèbres et fréquence
- Prénom aujourd'hui peu usité aux États-Unis[2].
- Prénom jamais été donné en France[3].